# الدروز في فلسطين الانتدابية

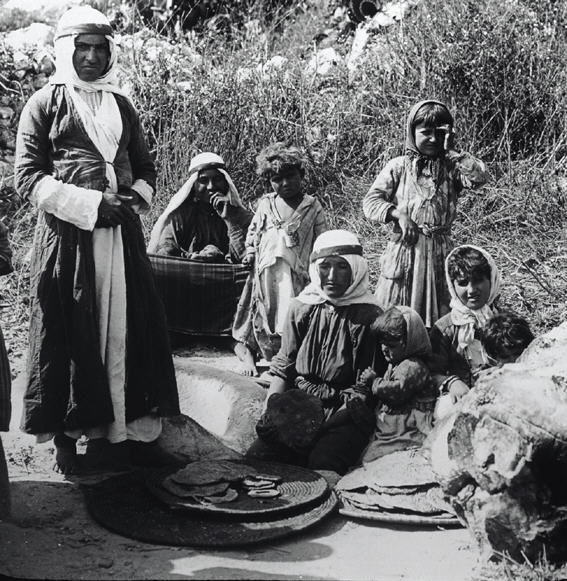
عائلة درزية فلسطينية تصنع الخبز 1920.

ينتمي الدروز الفلسطينيون الذين عاشوا في فلسطين الانتدابية إلى الطائفة الإثنية - الدينية الدرزية. خلال التعداد الأول للانتداب البريطاني، كان الدروز أحد ثمان مجموعات ديموغرافية دينية تم تصنيفها بدأ الشعور بالهوية المميزة بين الدروز في الازدياد في الثلاثينيات عندما اعتبر بعض المواطنين العرب الآخرين أنهم كانوا محايدون أثناء الاشتباكات بين العرب واليهود. خلال أوائل القرن العشرين، صوّر العديد من المؤلفين الدروز على أنهم كانوا محايدين أثناء الاشتباكات التي حدثت بين العرب واليهود في عشرينيات وثلاثينيات القرن الماضي. وبلغ هذا التصور ذروته في نهاية المطاف عندما اقتربت القيادة الإسرائيلية من الدروز الذين كانوا في مناصب قيادية وعرضت عليهم معاهدة عدم اعتداء، مما أدى إلى علاقات هادئة إلى حد ما بين الطرفين.
خلال الانتداب البريطاني على فلسطين، لم يعتنق الدروز القومية العربية الصاعدة في ذلك الوقت ولم يشاركوا في مواجهات عنيفة. في عام 1948، تطوع العديد من الدروز في الجيش الإسرائيلي ولم يتم تدمير أي قرى درزية أو تهجيرها بشكل دائم. منذ قيام الدولة، أظهر الدروز تضامنهم مع إسرائيل. يخدم المواطنون الدروز في الجيش الإسرائيلي

## التركيبة السكانية
وفقاً لتعداد عام 1922، بلغ عدد الدروز في فلسطين 7028 درزيًا، تواجد معظمهم في نواحي عكا وحيفا وطبريا وصفد. بحلول تعداد عام 1931، ارتفع هذا العدد إلى 9148 شخصًا. قدر مسح فلسطين 1945-1946 أن حوالي 13000 درزي كانوا يعيشون في فلسطين في ذلك الوقت.
| قرية         | تعداد 1922 | تعداد عام 1931 |
| ------------ | ---------- | -------------- |
| دالية الكرمل | 921        | 1154           |
| يركا         | 937        | 1138           |
| بيت جن       | 895        | 1099           |
| المغار       | 676        | 877            |
| عسفيا        | 590        | 742            |
| جولس         | 442        | 586            |
| شفا عمرو     | 402        | 496            |
| حرفيش        | 386        | 474            |
| البقيعة      | 304        | 412            |